# Stephen Pace
Stephen Pace (Charleston, Misuri, 12 de diciembre de 1918-New Harmony, Indiana, 23 de septiembre de 2010) fue un pintor estadounidense perteneciente a la corriente del expresionismo abstracto.

## Biografía
Pace nació el 12 de diciembre de 1918 en Charleston, Misuri. Aunque había comenzado a dibujar cuando era niño, recibió un cuaderno de dibujo de un maestro cuando estaba en cuarto grado. Sus padres, que habían sido dueños de una granja y una tienda de comestibles, se mudaron a New Harmony (Indiana), cuando Pace era adolescente. Su formación comenzó con 17 años, cuando realizó estudios de anatomía y de pintura a la acuarela con el artista WPA Robert Lahr en Evansville, Indiana.
Sirvió en el Ejército de los Estados Unidos durante Segunda Guerra Mundial. Fue herido mientras servía en Europa, y conoció a Gertrude Stein y Pablo Picasso después de ser hospitalizado en París. Después de completar su servicio militar, Pace fue a México para estudiar arte dentro del programa G.I. Bill. Mientras estaba en una escuela en San Miguel de Allende, conoció al artista Milton Avery que lo convenció de ir a Nueva York para continuar su formación, estudiando allí en la Art Students League of New York e independientemente con el artista Hans Hofmann. El trabajo de Pace como expresionista abstracto durante la década de 1950, expuesto por primera vez en Nueva York en la Artists Gallery en 1954, fue descrito por The New York Times como consistente en "abstracciones oscuras, trabajadas enérgicamente, logradas a través de una combinación distintiva de pinceladas, dibujo y tinción". El tiempo que pasó en Pensilvania y Maine llevó a Pace a crear piezas que representaban escenas al aire libre, como su esposa trabajando en el jardín, así como interiores y desnudos realizados en su estudio. Aunque su trabajo a menudo parecía haber sido pintado muy rápidamente, Pace podía hacer frecuentemente correcciones sutiles, diciendo de sí mismo que «podrías llamarme un falso pintor Zen».
Pace donó una serie de pinturas a la University of Southern Indiana como parte de una colección de 6,000 piezas de su trabajo desde 1947, y él y su esposa donaron $ 1.5 millones para fundar el Centro de Arte Kenneth P. McCutchan / Palmina F. y Stephen S. Pace Galleries. El trabajo de Pace se expuso en varias galerías, incluida la Anita Shapolsky Gallery en la ciudad de Nueva York, la Turtle Gallery en Maine y la W. Wickiser Gallery también de Nueva York.
En 1949 se casó con Palmina Natalini.
Falleció de neumonía el 23 de septiembre de 2010.